# 诺利角
《诺利角》（Capo di Noli）是法国画家保罗·西涅克的一幅油画，绘于1898年。画作描绘意大利利古里亚海岸的一个海角，在热那亚西南50公里萨沃纳省的诺利。在画作完成前两年，西涅克从圣特罗佩徒步前往那里，他说自己的意图是“想把画布的每一个角落都发挥到色彩的极致。”现藏于德国科隆瓦尔拉夫-里夏茨博物馆。